# Headspin Recordings
Headspin Recordings är ett svenskt skivbolag grundat 2004 i Stockholm.

## Historia
Bolaget startades av trumpetaren Goran Kajfeš och David Österberg som ett sätt att få ut Gorans skiva Headspin. 

## Diskografi
- Headspin Goran Kajfeš 2004 Head 001
- The Well Soundtrack till Kristian Petris dokumentärfilm om Orson Welles år i Spanien 2005 Head 002
- Singlar Gul 3 2005 Head 003
- Oh, lord why cant i keep my big mouth shut Yttling Jazz Head 004
- Ass Head 005
- Lablaza Dieter Schöön Head 006

## Artister
- Yttling Jazz
- Dieter Schöön
- Gul 3
- Goran Kajfeš
- Ass